# Tour Nivernais Morvan
Ne doit pas être confondu avec Sentier de grande randonnée de Pays Tour du Morvan.
Le Tour Nivernais Morvan, ou TNM, est une épreuve cycliste se déroulant chaque année au mois de juin dans le département de la Nièvre, en cinq étapes.

## Histoire
Le fondateur de cette épreuve fut Lucien Manquat, alors secrétaire du Club Cycliste de Varennes-Vauzelles en 1968.
Pour raison financière, le Tour Nivernais Morvan connaît une période d'interruption entre 1978 et 1986. Il renaît en 1987 sous l'impulsion d'André Deschamps, président du Club Cycliste de Varennes-Vauzelles, Pierre Fouvielle, Pierre Reparet, les frères Jean et Bernard Diollot et Annick et Jacques Martin. 
Richard Marillier en assura la présidence de 1988 à 1996. En 1996, il se retire de la présidence, relayé par Pierre Reparet avec l'aide morale de Jean-François Bernard, ancien coureur cycliste professionnel.
L'édition 2020 est annulée en raison du contexte sanitaire lié à la pandémie de Covid-19. C'est également le cas en 2021.

## Palmarès
| Année     | Vainqueur                | Deuxième               | Troisième                |
| --------- | ------------------------ | ---------------------- | ------------------------ |
| 1968      | Jean-Pierre Danguillaume | René Grelin            | Jean-Jacques Sanquer     |
| 1969      | Jean-Claude Alary        | Billy Bilsland (en)    | Michel Edet              |
| 1970      | Mariano Martinez         | Guy Maingon            | Patrice Testier          |
| 1971      | Claude Aigueparses       | Bernard Roiron         | Cataldo Averna           |
| 1972      | Georges Talbourdet       | Jean-Pierre Mayda      | Michel Pitard            |
| 1973      | Jean Chassang            | Jean-Jacques Moirier   | Daniel Samy              |
| 1974      | Jean-Jacques Moirier     | Christian Seznec       | Daniel Samy              |
| 1975      | Jean-Jacques Moirier     | Patrick Busolini       | Didier Rousseau          |
| 1976      | Patrick Busolini         | Jacques Dumortier      | Claude Chabanel          |
| 1977      | Claude Chabanel          | Jean-Pierre Mayda      | Christian Calzati        |
| 1987      | Pascal Lino              | Marcel Kaikinger       | Denis Jusseau            |
| 1988      | Thierry Bourguignon      | Marc Peronin           | François Billon          |
| 1989      | Christophe Manin         | Thierry Bourguignon    | Nicolas Veylon           |
| 1990      | Marcel Kaikinger         | Thomas Davy            | Christophe Faudot        |
| 1991      | Olivier Ackermann        | Thomas Davy            | Éric Drubay              |
| 1992      | Gérard Picard            | Christophe Vercellini  | Sylvain Bolay            |
| 1993      | Denis Leproux            | Marc Thévenin          | Patrick Vallet           |
| 1994      | Denis Leproux            | Michel Lallouet        | Arnaud Leroy             |
| 1995      | Cyril Sabatier           | Christophe Paulvé      | Grzegorz Rosoliński (pl) |
| 1996      | Marc Thevenin            | Vincent Cali           | Sébastien Rondeau        |
| 1997      | Frédéric Delalande       | Franck Ramel           | Bertrand Mercier         |
| 1998      | Nicolas Dumont           | Sébastien Fouré        | Michel Lallouet          |
| 1999      | Éric Drubay              | Alexandre Botcharov    | Gérard Marot             |
| 2000      | Jean-Philippe Yon        | Benoît Luminet         | Miika Hietanen           |
| 2001      | Stéphan Ravaleu          | Marc Thévenin          | Miika Hietanen           |
| 2002      | Frédéric Delalande       | Pascal Pofilet         | Nicolas Meret            |
| 2003      | Wolfgang Murer           | Jean-Christophe Péraud | Yann Pivois              |
| 2004      | Yann Pivois              | Renaud Castiglioni     | Frédéric Mille           |
| 2005      | Benoît Luminet           | Rene Mandri            | Laurent Chotard          |
| 2006      | Ludovic Martin           | Damien Cigolotti       | Tyler Butterfield        |
| 2007      | Steve Houanard           | Benoît Luminet         | Renaud Castiglioni       |
| 2008      | Jeroen Boelen            | Romain Hardy           | Paweł Wachnik            |
| 2009      | Nicolas Bourdillat       | Yannick Martinez       | Antony Tevenot           |
| 2010      | Jérôme Mainard           | Dimitry Samokhvalov    | Christophe Laborie       |
| 2011      | Klaas Sys                | Anthony Vignes         | Fabien Sidanier          |
| 2012      | Maxime Renault           | Jarno Gmelich          | Lars van der Haar        |
| 2013      | Julien Guay              | Yohan Cauquil          | Thomas Boulongne         |
| 2014      | Yann Guyot               | Lilian Calmejane       | Julien Guay              |
| 2015      | Julien Bernard           | Taruia Krainer         | Adrien Legros            |
| 2016      | Clément Carisey          | Pierre Bonnet          | Camille Guérin           |
| 2017      | Louis Pijourlet          | Benjamin Dyball        | Flavien Maurelet         |
| 2018      | Bastien Duculty          | Simon Guglielmi        | Alexandre Jamet          |
| 2019      | Marlon Gaillard          | Alan Jousseaume        | Romain Bacon             |
| 2020-2021 | annulé                   |                        |                          |
| 2022      | Damien Girard            | Ronan Racault          | Rémi Huens               |
| 2023      | Clément Carisey          | Adrien Maire           | Guerand Le Pennec        |
| 2024      | Samuel Leroux            | Killian Théot          | Clément Izquierdo        |
| 2025      | Adam Mitchell            | Théo Lévêque           | Louis Hardouin           |